# Королі швидкості
Королі швидкості (англ. The Speed Kings) — американська короткометражна кінокомедія Вілфреда Лукаса 1913 року з Мейбл Норманд в головній ролі.

## Сюжет
Дія сцени починається на автомобільних гонках, це історія зусиль батька Мейбл, який хоче зірвати сліпе романтичне захоплення Мейбл з водієм гоночного автомобіля.

## У ролях
- Форд Стерлінг — батько Мейбл
- Мейбл Норманд — Мейбл
- Тедді Тетцлафф — камео, водій гоночного автомобіля
- Ерл Купер — камео, водій гоночного автомобіля
- Роско ’Товстун’ Арбакл — серцеїд
- Барні Олдфілд — камео, водій гоночного автомобіля
- Біллі Джейкобс — хлопчик в натовпі
- Берт Ханн — глядач поруч з Мейбл